# Canchy (Calvados)
Canchy è un comune francese di 215 abitanti situato nel dipartimento del Calvados nella regione della Normandia.

## Società

### Evoluzione demografica
Abitanti censiti